# Unterleinleiter
Unterleinleiter er en kommune i Landkreis Forchheim i Regierungsbezirk Oberfranken i den tyske delstat Bayern. Den er en del af Verwaltungsgemeinschaft Ebermannstadt.

## Geografi
Kommunen ligger i den vestlige del af Fränkischen Schweiz.
Til kommunen hører ud over Unterleinleiter også landsbyen Dürrbrunn.

### Nabokommuner
Nabokommuner er (med uret fra nord): Heiligenstadt in Oberfranken, Wiesenttal, Ebermannstadt, Eggolsheim
- Slottet
- Evangelisk Kirke

- Katolsk Kirke
- Leinleiter in Unterleinleiter

- Wikimedia Commons har flere filer relateret til Unterleinleiter